# والتر غرين
والتر غرين (بالإنجليزية: Walter Green)‏ (1878ـ13 أبريل 1958) هو سياسي بريطاني وحمل سابقاً جنسية المملكة المتحدة لبريطانيا العظمى وأيرلندا.  كان نشطاً في حزب العمال. في الانتخابات العامة في المملكة المتحدة 1935 ‏، انتخب عضو برلمان المملكة المتحدة الـ37 عن دائرة Deptford (UK Parliament constituency) ‏ (14 نوفمبر 1935 – 15 يونيو 1945).